# 沃爾達
沃爾達（挪威語：Volda）是挪威默勒-魯姆斯達爾郡的一個市镇，行政中心为沃爾達村。市镇面积为876.85平方公里，2023年人口為10,960人，人口密度為13.1/平方公里。